# 1946 au Canada
Pour un article plus général, voir Chronologie du Canada.
Cet article traite des événements qui se sont produits durant l'année 1946 au Canada.

## Événements
- 28 janvier : Le Bluenose fait naufrage au large d'Haïti.
- 23 juin :  Tremblement de terre de l'île de Vancouver (en).

### Politique
- 12 avril : Harold Alexander devient gouverneur général du Canada.

### Justice
- 14 mars : arrestation du député communiste Fred Rose pour espionnage dû aux révélations de Igor Gouzenko.
- 8 novembre : Viola Desmond, une femme Noire est victime de Ségrégation raciale en refusant de changer de place dans une section réservée pour les blancs dans un cinéma de New Glasgow en Nouvelle-Écosse. Elle fut expulsée du cinéma et mise à l'amende.

### Sport

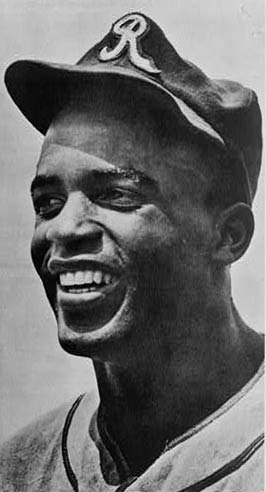
Jackie Robinson avec les Royaux de Montréal au baseball.

#### Hockey
- Fin de la Saison 1945-1946 de la LNH suivi des Séries éliminatoires de la Coupe Stanley 1946. Les Canadiens de Montréal remportent la Coupe Stanley contre les Bruins de Boston.
- Début de la Saison 1946-1947 de la LNH.

#### Baseball
- Jackie Robinson vient jouer pour les Royaux de Montréal (baseball). Il contribuera à lutter contre la Ségrégation raciale aux États-Unis.

#### Football
- Fondation du club de football des Alouettes de Montréal.
- 34e finale de la Coupe Grey - Argonauts de Toronto 28, Blue Bombers de Winnipeg 6.

### Économie
- Fondation de la compagnie aérienne First Air.
- Alexis Nihon se lance dans l'immobilier.

### Culture

#### Chanson
- Willie Lamothe commence sa carrière de chanteur country et interprète Je suis un Cow-boy canadien.

#### Films
- Cadet Rousselle de George Dunning

### Religion
- 22 février : Maurice Roy est nommé évêque au Diocèse de Trois-Rivières. En juin, il sera nommé en plus vicaire militaire et aumônier-général des Forces armées canadiennes.

## Naissances
- Herménégilde Chiasson, auteur.
- 1er février : Gerald J. Comeau, sénateur.
- 6 février : Kate McGarrigle, auteure-compositeure-interprète.
- 6 mars : Marcel Proulx, homme politique.
- 22 mars : Rivka Golani, musicien.
- 14 avril : Doric Germain, écrivain.
- 24 avril : Wajid Khan, homme d'affaires et homme politique.
- 28 mai : Andrew Telegdi, homme politique canadien.
- 30 mai : Don Ferguson, acteur et producteur.
- Donald Poliquin, chanteur.
- 3 juin : Bud Wildman (en), chef du Nouveau Parti démocratique de l'Ontario par intérim.
- 17 juin : Ernie Eves, premier ministre de l'Ontario de 2002 à 2003.
- 24 juin : David Michael Collenette, ancien homme politique fédéral.
- 25 juin : Roméo Dallaire, lieutenant-général et sénateur.
- 30 juin :  Pat Davidson, femme politique fédéral.
- 1er juillet : Rosalie Abella, juge de la Cour suprême du Canada.
- 5 juillet : Pierre-Marc Johnson, premier ministre du Québec.
- 10 juillet : Roger Abbott, acteur et producteur.
- 4 septembre : Greg Sorbara, homme politique ontarien.
- 9 septembre : Lawrence MacAulay, homme politique.
- 23 septembre : Anne Wheeler, réalisatrice et actrice.
- 12 novembre : Peter Milliken, avocat et homme politique fédéral.
- 17 novembre : Petra Burka, patineuse artistique.
- 17 décembre : Eugene Levy, acteur et scénariste.
- 28 décembre : Pierre Falardeau, cinéaste.

## Décès
- 15 février : Ernest H. Armstrong, premier ministre de la Nouvelle-Écosse.
- 21 février : Howard Ferguson, premier ministre de l'Ontario.
- 30 mai : Louis Slotin, physicien qui est le premier canadien à être victime d'un accident nucléaire.
- 9 septembre : Aimé Boucher, homme politique fédéral provenant du Québec.
- 23 octobre : Ernest Thompson Seton, artiste animalier.
- 6 décembre : Charles Stewart, premier ministre de l'Alberta.
- 25 décembre : Charles Ernest Gault, homme politique anglo-québécois.
- 27 décembre : John B.M. Baxter, premier ministre du Nouveau-Brunswick.
- 29 décembre : James Thomas Milton Anderson, premier ministre de la Saskatchewan.